# 2012년 국가 지도자 목록
이 문서는 2012년 국가 지도자 목록을 정리한 것이다.

## 아시아
- 네팔
  - 대통령 – 람 바란 야다브 (2008 ~ )
  - 총리 – 바부람 바타라이 (2011 ~ )

- 대한민국
  - 대통령 – 이명박 (2008 ~ 2013)
  - 국무총리 – 김황식 (2010 ~ 2013)

- 동티모르
  - 대통령 – 조제 하무스 오르타 (2007년 ~ )
  - 총리 - 샤나나 구즈망 (2007년 ~ )

- 라오스

- 레바논
  - 대통령 – 미셸 술레이만 (2008 ~ )
  - 총리 ― 나지브 미카티 (2012 ~ )

- 말레이시아

- 몰디브

- 몽골
  - 대통령 – 차히아긴 엘베그도르지 (2009년 ~ )
  - 총리 - 쉬크바타린 바트볼드 (2009년 ~ )

- 미얀마
  - 대통령 ― 테인 세인

- 바레인
  - 국왕 ― 하마든 이븐 이사 알할리파
  - 총리 ― 할리파 이븐 술만 알할리파

- 방글라데시
  - 대통령 ― 질루르 라만
  - 총리 ― 셰이크 하시나

- 베트남
  - 당 서기장 ― 농득마잉 (2001 ~ 2011)
  - 국가주석 ― 쯔엉떤상 (2011 ~ )
  - 총리 ― 응우옌떤중 (2006 ~ )

- 부탄
  - 국왕 ― 지그메 케사르 남기엘 왕축 (2006 ~ )
  - 총리 ― 지그미 틴레이 (2008 ~ )

- 브루나이
  - 술탄 ― 하사날 볼키아 (1967 ~ )

- 사우디아라비아
  - 국왕 – 압둘라 빈 압둘아지즈 알사우드 (2005 ~ )

- 스리랑카
  - 대통령 ― 마힌다 라자팍사 (2005 ~ )
  - 총리
    1. D. M. 자야라트니 (2010 ~ )

- 시리아
  - 대통령 ― 바샤르 알아사드 (2000 ~ )
  - 총리 ― 아델 사파르 (2011 ~ )

- 싱가포르
  - 대통령 – 토니 탄 켕 얌 (2011 ~ )
  - 총리 – 리셴룽 (2004 ~ )

- 아랍에미리트
  - 대통령 ― 할리파 빈 자이드 알나하얀 (2004 ~ )
  - 총리 ― 무하마드 빈 라시드 알막툼 (2006 ~ )

- 아르메니아
  - 대통령 ― 세르지 사르키샨 (2008 ~ )
  - 총리 ― 티그란 사르키샨

- 아제르바이잔
  - 대통령 ― 일함 알리예프 (2003 ~ )
  - 총리 ― 아르투르 라시자데 (2003 ~ )

- 아프가니스탄
  - 대통령 ― 하미드 카르자이 (2004 ~ )
  - 부통령 ―
    1. 무함마드 카심 파힘
    2. 칼림 할릴리

- 예멘
  - 대통령 권한대행 ― 압드 알라브 만수르 알하디 (2011 ~ )
  - 대통령 ― 알리 압둘라 살레 (1978 ~ 현재)
  - 부통령 ― 압드 알라브 만수르 알하디 (1994 ~ )
  - 총리 - 알리 모하마드 무자와르 (2007 ~ )

- 오만
  - 술탄 ― 카부스 빈 사이드 알사이드 (1970 ~ )

- 요르단
  - 국왕 ― 압둘라 2세 (1999 ~ )
  - 총리 ― 사미르 리파이 (2009 ~ 2011)

- 우즈베키스탄
  - 대통령 ― 이슬람 카리모프 (1990 ~ )
  - 총리 ― 샤브카트 미르지야예프 (2003 ~ )

- 이라크
  - 대통령 ― 잘랄 탈라바니 (2010 ~ )
  - 총리 ― 누리 알말리키 (2006 ~ )

- 이란
  - 이맘 ― 알리 하메네이 (1989 ~ )
  - 대통령 ― 마무드 아마디네자드 (2005 ~ )

- 이스라엘
  - 대통령 ― 시몬 페레스 (2007 ~ )
  - 총리 ― 베냐민 네타냐후 (2009 ~ )
  -  팔레스타인 (팔레스타인 자치 정부)
  - 국가 수반 ― 마흐무드 압바스 (2005 ~ )
  - 총리 ― 살람 파이야드 (2007 ~ )

- 인도
  - 대통령 ― 프라티바 파틸 (2007 ~ )
  - 총리 ― 만모한 싱 (2004 ~ )

- 인도네시아
  - 대통령 ― 수실로 밤방 유도요노 (2004 ~ )

- 일본
  - 천황 ― 아키히토 (1989 ~ )
  - 내각총리대신 ―
    1. 노다 요시히코 (2011 ~ 2012)
    2. 아베 신조 (2012 ~ )

- 조선민주주의인민공화국
  - 제1위원장 ― 김정은 (2012 ~ )
  - 조선노동당 당수 ― 김정은 (2012 ~ )
  - 내각총리 ― 최영림 (2010 ~ )

- 중화민국
  - 총통 ― 마잉주 (2008 ~ )
  - 부총통 ― 샤오완창 (2008 ~ )

- 중화인민공화국
  - 총서기 ― 후진타오 (2002 ~ 2013)
  - 주석 ― 후진타오 (2003 ~ 2013)
  - 국무원총리 ― 원자바오 (2003 ~ 2013)

- 카자흐스탄
  - 대통령 – 누르술탄 나자르바예프 (1990년 ~)
  - 총리 – 카림 마시모프 (2007년 ~ )

- 카타르
  - 에미르 ― 하마드 빈 할리파 알사니 (1995 ~ )
  - 총리 ― 하마드 빈 자심 빈 자베르 알사니 (2007 ~ )

- 캄보디아
  - 국왕 ― 노로돔 시하모니 (2004 ~ )
  - 총리 ― 훈 센 (1985 ~ )

- 쿠웨이트
  - 에미르 ― 사바 알 아흐마드 알자베르 알사바 (2006 ~ )
  - 총리 ― 나세르 모하메드 알아흐메드 사바흐 (2006 ~ )

- 키르기스스탄

- 타지키스탄
  - 대통령 ― 에모말리 라흐몬 (1992 ~ )
  - 총리 ― 오킬 오킬로프 (1999 ~ )

- 태국
  - 국왕 ― 라마 9세 (1946 ~ )
  - 총리 ― 잉락 친나왓 (2011 ~ )

- 튀르키예
  - 대통령 ― 압둘라 귈 (2007 ~ )
  - 총리 ― 레제프 타이이프 에르도안 (2003 ~ )

- 투르크메니스탄
  - 대통령 ― 구르반굴리 베르디무함메도프 (2006 ~ )

- 파키스탄
  - 대통령 ― 아시프 알리 자르다리 (2008 ~ )
  - 총리 ― 유사프 라자 길라니 (2008 ~ )

- 필리핀
  - 대통령 ― 베니그노 아키노 3세 (2010 ~ )

## 오세아니아
- 나우루
  - 대통령 ― 마커스 스티븐 (2007 ~ )

- 뉴질랜드
  - 여왕 ― 엘리자베스 2세 (1952 ~ )
  - 총독 ― 아난드 사티아난드 (2006 ~ )
  - 총리 ― 존 키 (2008 ~ )

- 마셜 제도
  - 대통령 ― 주렐랑 제드카이아 (2009 ~ )

- 미크로네시아 연방
  - 대통령 ― 매니 모리 (2007 ~ )

- 사모아
  - 최고 지도자 ― 투푸가 에피 (2007 ~ )
  - 총리 ― 투일라에파 사일렐레 말리엘레가오이 (1998 ~ )

- 솔로몬 제도
  - 여왕 ― 엘리자베스 2세 (1978 ~ )
  - 총독 ― 프랭크 카부이 (2009 ~ )
  - 총리 ― 대니 필립 (2010 ~ )

- 오스트레일리아 (호주)
  - 여왕 ― 엘리자베스 2세 (1952 ~ )
  - 총독 ― 퀜틴 브라이스 (2008 ~ )
  - 총리 ― 줄리아 길라드 (2010 ~ )

- 키리바시
  - 대통령 ― 아노테 통 (2003 ~ )

- 통가
  - 국왕 ― 조지 투포우 5세 (2006 ~ )
  - 총리 ― 시알레 아통고 투이바카노 (2010 ~ )

- 투발루
  - 여왕 ― 엘리자베스 2세 (1978 ~ )
  - 총독 ― 라코바 이탈레이 (2010 ~ )
  - 총리 ― 윌리 텔라비 (2010 ~ )

- 파푸아뉴기니
  - 여왕 ― 엘리자베스 2세 (1952 ~ )
  - 총독 ― 마이클 프랫 (2010 ~ )
  - 총리 ―
    1. 마이클 소마레 (2002 ~ 2011)
    2. 샘 아발 (2010 ~ 2011, 총리 대행)
    3. 피터 오닐 (2011 ~ )

- 팔라우
  - 대통령 ― 존슨 토리비옹 (2009 ~ )

- 피지
  - 대통령 ― 에펠리 나일라티카우 (2009 ~ )
  - 총리 ― 프랭크 베이니마라마 (2007 ~ )

## 북아메리카
- 과테말라
  - 콰테말라의 대통령 ―
    - 알바로 콜롬 (2008 ~ 2012)
    - 오토 페레스 몰리나 (2012 ~ 2015)

- 그레나다

- 니카라과

- 도미니카 공화국

- 도미니카 연방

- 멕시코
  - 대통령 ― 펠리페 칼데론 (2006 ~ )

- 미국
  - 대통령 ― 버락 오바마 (2009 ~ )

- 캐나다
  - 여왕 ― 엘리자베스 2세 (1952 ~ )
  - 총독 ― 데이비드 로이드 존스턴 (2010 ~ )
  - 총리 ― 스티븐 하퍼 (2006 ~ )

- 바베이도스

- 쿠바
  - 쿠바 공산당 제1비서 ―
    1. 피델 카스트로 (1965 ~ 2011)
    2. 라울 카스트로 (2011 ~ )

  - 국가평의회 의장 ― 라울 카스트로 (2008 ~ )

## 남아메리카
- 가이아나
  - 대통령 ― 바라트 자그데오 (1999 ~ )
  - 총리 ― 샘 힌즈 (1999 ~ )

- 니카라과
  - 대통령 – 다니엘 오르테가 (2007 ~ 현재)

- 베네수엘라
  - 대통령 – 우고 차베스 (1999 ~ 2013)

- 브라질
  - 대통령 –
    1. 루이스 이나시우 룰라 다 시우바 (2003 ~ 2011)
    2. 지우마 호세프 (2011 ~ )

- 수리남
  - 대통령 ― 데시 보우테르세 (2010 ~ )

- 아르헨티나
  - 대통령 – 크리스티나 페르난데스 데 키르치네르 (2007 ~ )
  - 부통령 - 
    1. 훌리오 코보스 지우마 호세프 (2007 ~ 2011)
    2. 아마도 보우도우 (2011 ~ )

- 에콰도르
  - 대통령 ― 라파엘 코레아 (2007 ~ )

- 우루과이
  - 대통령 ― 호세 무히카 (2010 ~ )

- 칠레
  - 대통령 ― 세바스티안 피녜라 (2010 ~ )

- 파라과이
  - 대통령 ― 페르난도 루고 (2008 ~ )

- 페루
  - 대통령 ― 알란 가르시아 (2006 ~ 2011)
  - 총리 ― 호세 안토니오 창 (2010 ~ 2011)

## 유럽
- 그리스
  - 대통령 – 카롤로스 파풀리아스 (2008 ~ )
  - 총리 - 루카스 파파데모스 (2011 ~ )

- 네덜란드
  - 여왕 - 베아트릭스 (1980 ~ )
  - 총리 - 마르크 뤼터 (2010 ~ )

- 노르웨이
  - 국왕 - 하랄 5세 (1991 ~ )
  - 총리 - 옌스 스톨텐베르그 (2005 ~ )

- 덴마크
  - 국왕 ― 마르그레테 2세 (1972 ~ )
  - 총리 ― 라르스 뢰케 라스무센 (2009 ~ )

- 독일
  - 대통령 ― 크리스티안 불프 (2010 ~ )
  - 총리 ― 앙겔라 메르켈 (2005 ~ )

- 라트비아
  - 대통령 ― 안드리스 베르진슈 (2012 ~ )
  - 총리 ― 발디스 돔브롭스키스 (2009 ~ )

- 러시아
  - 대통령 ― 드미트리 메드베데프 (2008 ~ )
  - 총리 ― 블라디미르 푸틴 (2008 ~ )

- 루마니아
  - 대통령 ― 트라이안 버세스쿠 (2004 ~ )
  - 총리 ― 에밀 보크 (2008 ~ )

- 룩셈부르크
  - 대공 ― 앙리 (2000 ~ )
  - 총리 ― 장클로드 융커 (1995 ~ )

- 리투아니아
  - 대통령 ― 달리아 그리바우스카이테 (2009 ~ )
  - 총리 ― 안드류스 쿠빌류스 (2008 ~ )

- 리히텐슈타인
  - 공 ― 한스아담 2세 (1989 ~ )
  - 총리 ― 클라우스 취처 (2009 ~ )

- 북마케도니아
  - 대통령 ― 기오르게 이바노프 (2009 ~ )
  - 총리 ― 니콜라 그루에프스키 (2006 ~ )

- 모나코
  - 공 ― 알베르 2세 (2005 ~ )
  - 총리 ― 미셸 로제 (2010 ~ )

- 몰타
  - 대통령 ― 조지 아벨라 (2009 ~ )
  - 총리 ― 로런스 곤지 (2004 ~ )

- 바티칸 시국
  - 교황 ― 베네딕토 16세 (2005 ~ 2013)

- 벨기에
  - 국왕 ― 알베르 2세 (1993 ~ )
  - 총리 ― 이브 르테름 (2009 ~ )

- 불가리아
  - 대통령 ― 게오르기 퍼르바노프 (2002 ~ )
  - 총리 ― 보이코 보리소프 (2009 ~ )

- 세르비아
  - 대통령 ― 보리스 타디치 (2004 ~ )
  - 총리 ― 미르코 츠벳코비치 (2008 ~ )

- 스웨덴
  - 국왕 ― 칼 16세 구스타프 (1973 ~ )
  - 총리 ― 프레드리크 레인펠트 (2006 ~ )

- 스위스
  - 연방회의 ― 도리스 로이타르트 (2006 ~ ), 모리츠 로이엔베르거 (1995 ~ 2010), 미슐린 칼미 레이 (2002 ~ ), 한스 루돌프 메르츠 (2003 ~ 2010), 에블린 비트머 슐룸프 (2008 ~ ), 우엘리 마우러 (2009 ~ ), 디디에 부르칼터 (2009 ~ ), 요한 슈나이더 암만 (2010 ~ ), 시모네타 솜마루가 (2010 ~ )

- 스페인
  - 국왕 ― 후안 카를로스 1세 (1975 ~ )
  - 총리 ― 호세 루이스 로드리게스 사파테로 (2004 ~ )

- 슬로바키아
  - 대통령 ― 이반 가슈파로비치 (2004 ~ )
  - 총리 ― 이베타 라디초바 (2010 ~ )

- 슬로베니아
  - 대통령 ― 다닐로 튀르크 (2007 ~ )
  - 총리 ― 보루트 파호르 (2008 ~ )

- 아이슬란드
  - 대통령 ― 올라퓌르 라그나르 그림손 (1996 ~ )
  - 총리 ― 요한나 시귀르다르도티르 (2009 ~ )

- 아일랜드
  - 대통령 ― 메리 매컬리스 (1997 ~ )
  - 총리 ― 엔다 케니 (2011 ~ )

- 에스토니아
  - 대통령 ― 토마스 헨드리크 일베스 (2006 ~ )
  - 총리 ― 안드루스 안시프 (2005 ~ )

- 영국
  - 여왕 - 엘리자베스 2세 (1952 ~ )
  - 총리 - 데이비드 캐머런 (2010 ~ )
- 북아일랜드
  - 총리 - 피터 로빈슨 (2008 ~ )

- 오스트리아
  - 대통령 ― 하인츠 피셔 (2004 ~ )
  - 총리 ― 베르너 파이만 (2008 ~ )

- 우크라이나
  - 대통령 ― 빅토르 야누코비치 (2010 ~ )
  - 총리 ― 빅토르 야누코비치 (2010 ~ )

- 이탈리아
  - 대통령 ― 조르조 나폴리타노 (2006 ~ )
  - 총리 ― 마리오 몬티 (2011 ~ )

- 조지아
  - 대통령 ― 미헤일 사카시빌리 (2008 ~ )
  - 총리 ― 니콜로즈 길라우리 (2009 ~ )

- -  압하지야
    - 대통령 ― 세르게이 바갑시 (2005 ~ 2011)

- -  남오세티야
    - 대통령 ― 에두아르드 코코이티 (2001 ~ )

- 체코
  - 대통령 ― 바츨라프 클라우스 (2003 ~ )
  - 총리 ― 페트르 네차스 (2010 ~ )

- 크로아티아
  - 대통령 ― 이보 요시포비치 (2010 ~ )
  - 총리 ― 야드란카 코소르 (2009 ~ )

- 키프로스
  - 대통령 ― 디미트리스 흐리스토피아스 (2008 ~ )

- 포르투갈
  - 대통령 ― 아니발 카바쿠 실바 (2006 ~ )
  - 총리 ― 조제 소크라트스 (2006 ~ 2011)
  - 총리 - 페드루 파수스 코엘류 (2011 ~ )

- 폴란드
  - 대통령 ― 브로니스와프 코모로프스키 (2010 ~ )
  - 총리 ― 도날트 투스크 (2007 ~ )

- 프랑스
  - 대통령 - 니콜라 사르코지 (2007 ~ )
  - 총리 - 프랑수아 피용 (2007 ~ )

- 핀란드
  - 대통령 ― 타르야 할로넨 (2000 ~ )
  - 총리 ― 마리 키비니에미 (2010 ~ )

- 헝가리
  - 대통령 ― 슈미트 팔 (2010 ~ )
  - 총리 ― 오르반 빅토르 (2010 ~ )

## 아프리카
- 가나
  - 대통령 ― 존 드라마니 마하마 (2012 ~ )

- 가봉
  - 대통령 ― 알리 봉고 온딤바 (2009 ~ )
  - 총리 ― 레몽 인동 시마 (2009 ~ )

- 감비아
  - 대통령 ― 야히아 자메 (1994 ~ )

- 기니
  - 대통령 ― 알파 콩데 (2011 ~ )
  - 총리 ― 모하메드 사이드 포파나 (2011 ~ )

- 기니비사우
  - 대통령 ― 마누엘 세리푸 나마주
  - 총리 ― 후이 두아르테 드 바호스

- 나미비아
  - 대통령 ― 히피케푸니에 포함바 (2005 ~ )
  - 총리 ― 나하스 앵굴라 (2005 ~ )

- 나이지리아
  - 대통령 ― 굿럭 조너선 (2010 ~ )

- 남수단
  - 대통령 – 살바 키르 마야르디트 (2005 ~ )

- 남아프리카 공화국
  - 대통령 – 제이콥 주마 (2009 ~ )

- 니제르
  - 대통령 ― 마하마두 이수푸 (2011 ~ )
  - 총리 ― 브리지 라피니 (2011 ~ )

- 라이베리아
  - 대통령 ― 엘런 존슨설리프 (2006 ~ )

- 레소토
  - 국왕 ― 레트시에 3세 (1996 ~ )
  - 총리 ― 톰 타바네 (2012 ~ )

- 르완다
  - 대통령 ― 폴 카가메 (2000 ~ )
  - 총리 ― 피에르 하부무레미 (2012 ~ )

- 리비아
  - 국가원수 – 모함메드 알 메가리프 (2012 ~ )

- 말라위
  - 대통령 ― 조이스 반다 (2004 ~ )

- 말리
  - 대통령 ― 디온쿤다 트라오레 (2012 ~ )
  - 총리 ― 장고 시소코 (2012 ~ )

- 모로코
  - 국왕 ― 무함마드 6세 (1999 ~ )
  - 총리 ― 압델릴라 벤키란 (2012 ~ )

- 모리셔스
  - 대통령 ― 카일라시 푸리약
  - 총리 ― 나빈 람굴람

- 모리타니
  - 대통령 ― 무함마드 울드 압델 아지즈 (2008 ~ )
  - 총리 ― 물라이 울드 모하메드 라그다프 (2008 ~ )

- 모잠비크
  - 대통령 ― 아르만두 게부자 (2005 ~ )
  - 총리 ― 아이레스 알리 (2010 ~ )

- 베냉
  - 대통령 ― 야이 보니
  - 총리 ― 카스팔 쿠파키

- 보츠와나
  -     -       - 대통령 ― 이언 카마 (2008 ~ )

- 부룬디
  - 대통령 - 피에르 은쿠룬지자 (2005 ~ )

- 세네갈
  - 대통령 ― 마키 살 (2012 ~ )
  - 총리 ― 압둘 음바예 (2012 ~ )

- 세이셸
  - 대통령 ― 제임스 미셸 (2004 ~ )

- 소말리아
  - 대통령 ― 압디웰리 모하메드 알리 (2012 ~)

- 수단
  - 대통령 ― 오마르 알바시르 (1989 ~ )

- 에스와티니
  - 국왕 ― 음스와티 3세 (1986 ~ )
  - 총리 ― 바르나바스 시부시소 들라미니 (2008 ~ )

- 시에라리온
  - 대통령 ― 어니스트 바이 코로마 (2007 ~ )

- 알제리
  - 대통령 ― 압델라지즈 부테플리카 (1999 ~ )
  - 총리 ― 압둘말리크 살랄 (2012 ~ )

- 앙골라
  - 대통령 ― 조제 에두아르두 두스산투스 (1979 ~ )

- 에티오피아
  - 대통령 ― 기르마 월데기오르기스 (2001 ~ )
  - 총리 ― 하일레 마리암 데살레 (2012 ~  )

- 우간다
  - 대통령 ― 요웨리 무세베니 (1986 ~ )
  - 총리 ― 아마마 음바바지 (2012 ~ )

- 이집트
  - 대통령 – 무함마드 모르시 - (2012 ~ )
  - 총리 ― 히샴 칸딜 (2012 ~ )

- 잠비아
  - 대통령 ― 마이클 사타 (2012 ~ )

- 중앙아프리카 공화국
  - 대통령 ― 프랑수아 보지제 (2003 ~ )
  - 총리 ― 포스탱아르샹주 투아데라 (2008 ~ )

- 짐바브웨
  - 대통령 ― 로버트 무가베 (1987 ~ )
  - 총리 ― 모건 창기라이 (2009 ~ )

- 카메룬
  - 대통령 ― 폴 비야 (1982 ~ )
  - 총리 ― 필레몬 양 (2009 ~ )

- 케냐
  - 대통령 – 음와이 키바키 (2002 ~ )
  - 총리 ― 라일라 오딩가 (2008 ~ )

- 콩고 공화국
  - 대통령 ― 드니 사수 응게소 (1997 ~ )

- 콩고 민주 공화국
  - 대통령 조제프 카빌라 (2001 ~ )
  - 총리 오귀스탱 마타타 포뇨 (2012 ~ )

- 탄자니아
  - 대통령 ― 자카야 키크웨테 (2005 ~ )
  - 총리 ― 미젠고 핀다 (2008 ~ )

- 토고
  - 대통령 ― 포르 냐싱베 (2005 ~ )
  - 총리 ― 퀘시 아후메이주누 (2012 ~ )

- 튀니지
  - 대통령 ― 몬세프 마르주키 (2012 ~ )
  - 총리 ― 하마디 제발리 (2012 ~ )